# 大崎運輸区
大崎運輸区（おおさきうんゆく）は、かつて存在した東日本旅客鉄道（JR東日本）首都圏本部の運転士・車掌が所属する組織である。首都圏の安定輸送確保を目的とし、2008年12月14日に、品川運転区・品川車掌区の業務を統合し発足した。2025年3月14日限りで廃止し、現在は渋谷統括センター大崎乗務ユニット。

## 歴史
- 2008年12月14日 - 品川運転区・品川車掌区の山手線行路を継承し発足。
- 2025年3月15日 - 渋谷営業統括センターと統合し渋谷統括センター発足、当区は廃止。

## その他
当区の庁舎は新たに大崎駅南方（山手線・横須賀線・大崎支線に囲まれたデルタ地帯）に建設された。